# King of Rome

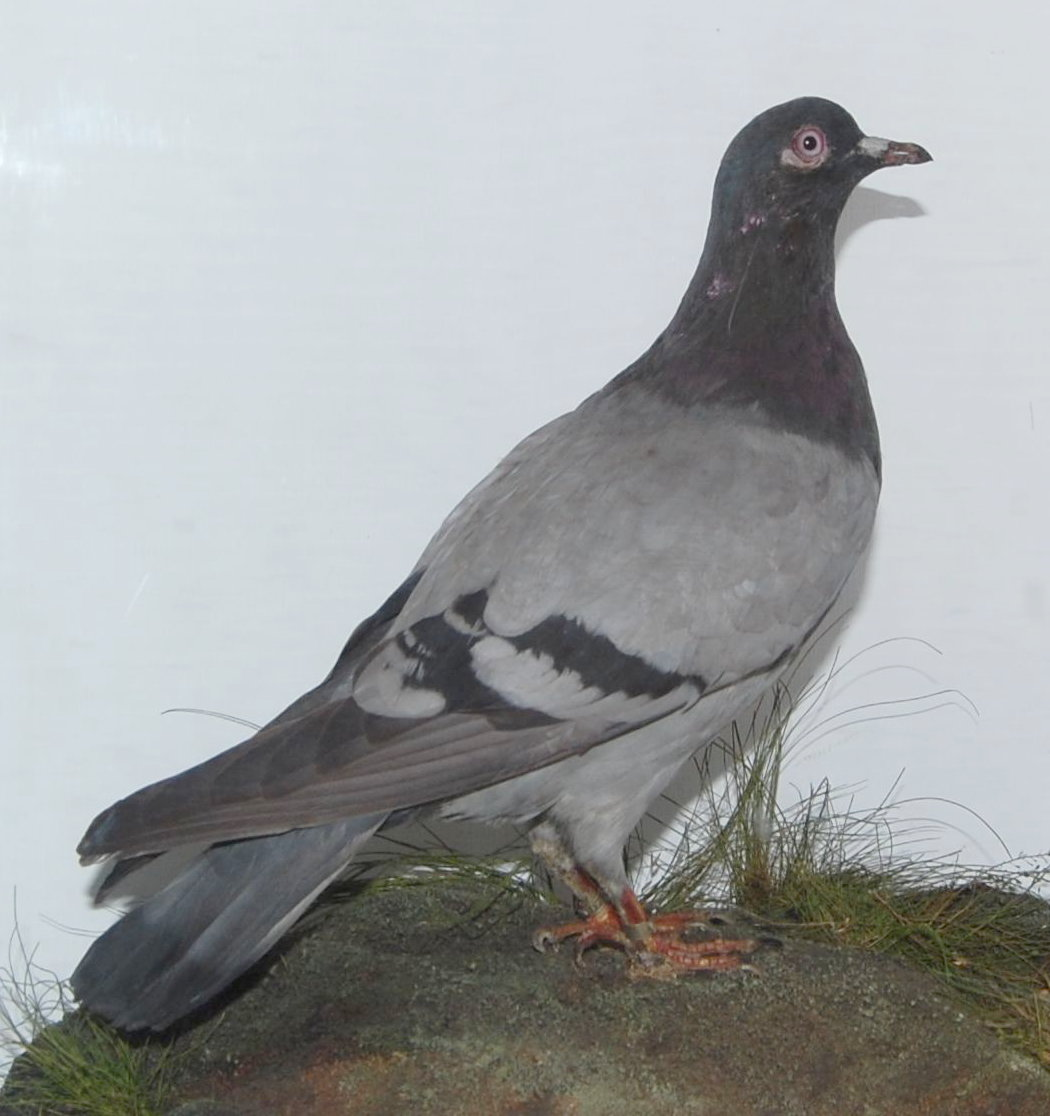
King of Rome (uppstoppad) i Derby Museum and Art Gallery.

King of Rome var en engelsk brevduva, som blev känd i brevduvesport före första världskriget.  Den hittade hem till sitt duvslag i England från Rom (ca. 1600 km)  i en tävling  1913. 
I tävlingen  släppte man 1 200 duvor i Rom för att de så snabbt som möjligt skulle flyga hem till respektive duvslag i norra Europa. Den duva som hade högst medelhastighet vann, och fick namnet "King of Rome".  Cirka sju procent av duvorna hittade hem. Det var stormigt väder och många fåglar omkom under resan.
Ägaren till "King of Rome", Charles Hudson, från Derby, var från en  familj av brevduveentusiaster. Han  ägde också en kortdistansbrevduva, som vann första pris i 36 tävlingar. Efter ryktet om den rekordstora tävlingen 1913, fick han många erbjudanden för sin vinnande fågel, bland annat från Amerika.
När King of Rome dog skänkte Hudson den uppstoppade fågeln till Derby Museum and Art Gallery. Det har skrivits en sång och en bilderbok om The King of Rome.